# Leonid Slutskij
Leonid Slutskij (russisk: Леонид Викторович Слуцкий tr. Leonid Mikhajlovitj Slutskij; født 5. maj 1971 i Volgograd, Russiske SFSR, Sovjetunionen) er en russisk tidligere fodboldspiller og nuværende fodboldtræner, der er træner for Rubin Kasan i hjemlandet. Han har tidligere trænet blandt andet CSKA Moskva, Ruslands fodboldlandshold, Hull City A.F.C. og Vitesse Arnhem.
1. ↑  Navnet er anført på svensk og stammer fra Wikidata hvor navnet endnu ikke findes på dansk.